# Eucrostes astigmatica
Eucrostes astigmatica är en fjärilsart som beskrevs av Louis Beethoven Prout 1916. Eucrostes astigmatica ingår i släktet Eucrostes och familjen mätare. Inga underarter finns listade i Catalogue of Life.